# Surtsey
Surtsey (în islandeză Insula lui Surtr) este o insulă vulcanică situată la sud-sud-vest de coasta sudică a Islandei. Având coordonatele 63°18′11″N 20°36′17″W / 63.303°N 20.6047°V este de asemenea punctul cel mai sudic al Islandei. Insula a fost formată ca rezultat al unei erupții vulcanice care a început la 130 metri sub nivelul mării și a atins suprafața oceanului la 14 noiembrie 1963. Erupția a durat până la 5 iunie 1967, când insula a atins suprafața sa maximă de 2,7 km2. De atunci, eroziunea provocată de vânturi și valuri a cauzat diminuarea continuă a suprafeței sale, care era, conform unei determinări din anul 2002, de circa 1,4 km2.